# Junta militar de Honduras (1978-1980)
A junta militar de Honduras de 1978-1980, que dirigiu Honduras após um golpe de Estado que depôs o General Juan Alberto Melgar Castro , iniciou o seu governo em 8 de agosto de 1978 até 27 de janeiro de 1980.
A junta militar foi formada por um triunvirato de oficiais das Forças Armadas de Honduras:
- General de Brigada: Policarpo Paz García, chefe da junta militar e comandante do Exército de Honduras;[2]
- Coronel da Aviação: Domingo Antonio Álvarez Cruz, Comandante da Força Aérea Hondurenha;
- Tenente Coronel de Infantaria: Amilcar Zelaya Rodríguez, comandante da FUSEP (atual Polícia Nacional de Honduras).[3]

## Governo
Seu governo teve que lutar contra o crescimento da ideologia comunista na América Central motivo pelo qual se organizou uma proposta para uma não intervenção militar estrangeira no país e a separação do governo "somozista"; igualmente em 16 de agosto de 1978, foi cancelado mediante mandato o "Conselho Consultivo", com o argumento de que as prioridades estavam nos setores de saúde e educação pública. Além disso, se idealizava um retorno à democracia em Honduras pelo qual foi elaborado um modelo de projeto de "Lei Eleitoral"; mais tarde, seriam convocadas eleições gerais para a integração de uma Assembleia Nacional Constituinte em 20 de abril de 1980. Instalada a Assembleia Constituinte, na cidade de Tegucigalpa, o general Policarpo Paz García recebeu um voto de reconhecimento da Assembleia Nacional Constituinte e foi emitido o Decreto No. 2, onde lhe foi depositada a Presidência da República em 25 de julho de 1980.
Um dos eventos mais marcantes do período foi a assinatura do "Tratado de Paz Geral" com El Salvador.